# Suurküla
Koordinaten: 57° 57′ N, 27° 0′ O

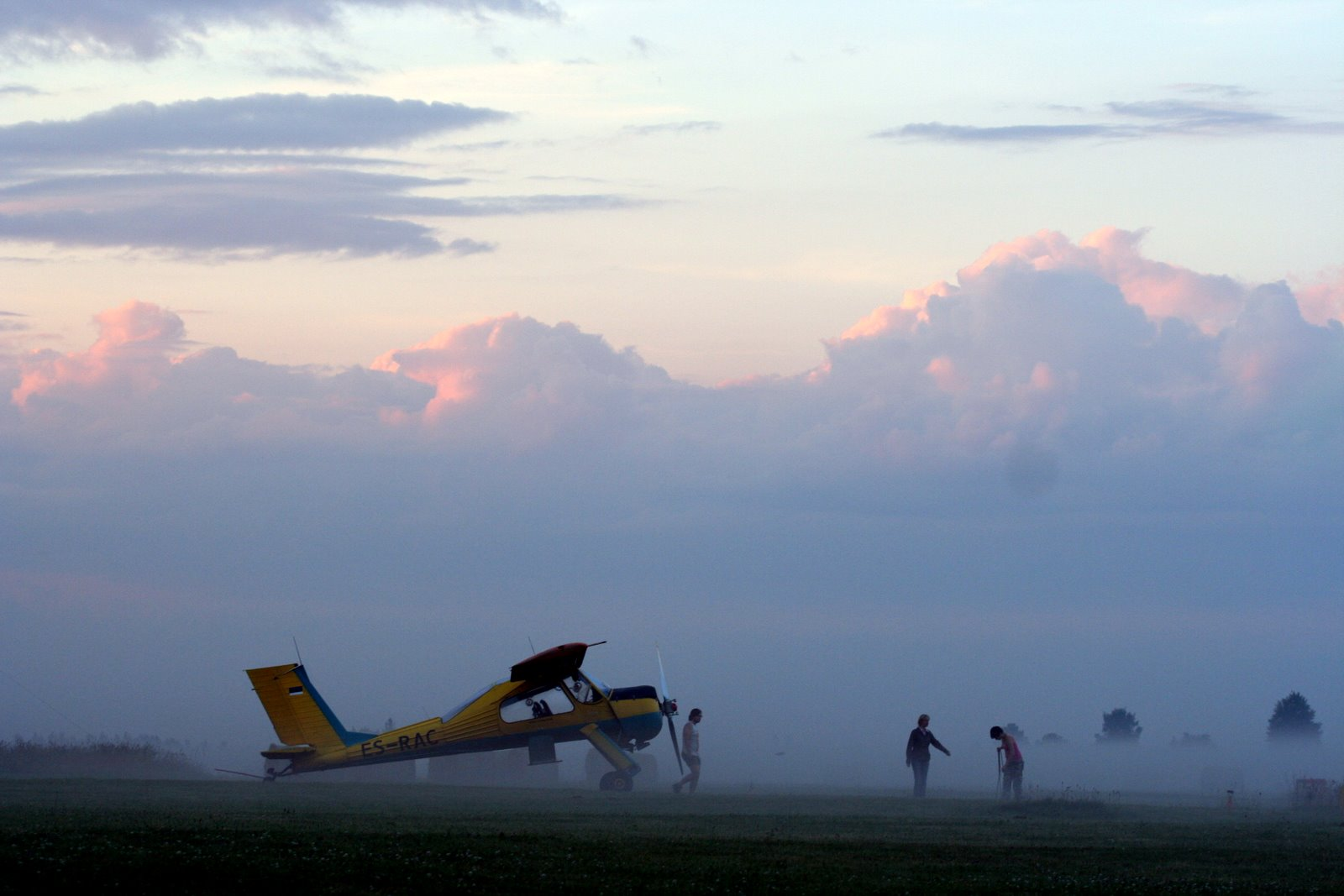
Eine PZL-104 auf dem Flugfeld Ridali

Suurküla ist ein Dorf (estnisch küla) im Südosten Estlands. Es gehört zur Gemeinde Põlva (bis 2017 Laheda) im Kreis Põlva.
Das Dorf hat 67 Einwohner (Stand 31. Dezember 2021).

## Flugfeld Ridali
Auf dem Gebiet des Ortes befindet sich das Flugfeld Ridali (Ridali lennuväli). Es wird heute von einem Fliegerclub betrieben.
Die Lande- und Startbahn ist 1100 Meter lang und 300 Meter breit.